# Aivars Gipslis
Aivars Gipslis (Riga, 8 de febrer de 1937 - Berlín, 13 d'abril de 2000), fou un jugador d'escacs letó, que va jugar sota bandera soviètica, i tenia el títol de Gran Mestre des de 1967. Vuit cops campió de Letònia, tenia també el títol de Gran Mestre d'escacs per correspondència.

## Campió de Letònia (1952 – 1966)
Gipslis va néixer el 1937 a Riga, tres mesos després que el futur campió del món Mikhaïl Tal. Els anys 1952, 1956 i 1966, va guanyar el campionat del club  . a Riga. Fou campió de Letònia vuit cops: el 1955 per davant de Tal, el 1956, 1957, 1960, 1961, 1963, 1964 i el 1966. En aquest mateix campionat, fou segon el 1954, rere Tal; segon el 1958 (ex æquo amb Zilber, i perdent el matx de desempat) i el 1965. El 1957, Gipslis va acabar quart-cinquè a la seva semifinal del campionat de l'URSS de 1958, i mercès a aquest resultat, va participar en la seva primera final del Campionat de l'URSS el gener de 1958 on hi acabà quinzè.
El 1957 a Reykjavík i el 1958 a Arenes d'or (Bulgària), Gipslis formà part dels equips soviètics que varen guanyar l'Olimpíada d'estudiants. El 1959 també participà en aquesta competició, a Budapest, però els soviètics només foren segons.
El novembre de 1961, després de ser segon a la seva semifinal, Gipslis fou vuitè al campionat de l'URSS, ex æquo amb Keres, Smislov i Kholmov (el campió fou Spasski). Gipslis va guanyar el campionat de Riga de 1962, i el 1963 el torneig de Bad Liebenstein, ex æquo amb Polugaevski i també la seva semifinal del campionat de l'URSS (per davant de Spasski) a Alma Ata. El desembre de 1963 fou novè al campionat de l'URSS. El 1964 va vèncer el torneig de Pécs
El 1966, Gipslis va guanyar la seva semifinal del campionat de l'URSS a Krasnodar, i participà en la final a Tbilisi entre el desembre de 1966 i el febrer de 1967, on hi empatà als llocs 3r-5è amb Kortxnoi i Taimànov. La final del campionat de l'URSS 1966-1967 era un torneig Zonal que classificava quatre jugadors pel torneig Interzonal de 1967. El mini-torneig de desempat, disputat a començaments de 1967, acabà amb igualtat entre els tres jugadors, i Taimànov fou eliminat a causa del seu pitjor desempat Sonneborn-Berger; Gipslis i Kortxnoi es classificaren per l'Interzonal que es jugaria a Sousse a la tardor.

## Gran Mestre Internacional (1967 -2000)
El maig-juny de 1967, Gipslis acabà segon, ex æquo amb Vassili Smislov i Mikhaïl Tal, al fort torneig international de Moscou (el campió fou Stein). La resta de la forta nòmina del torneig eren: Bronstein, Portisch, Spassky, Geller, Keres, Najdorf, Petrossian, Gheorghiu, Gligoric et Filip.
L'octubre-novembre de 1967, Gipslis participà en l'interzonal de Sousse, a Tunísia, on hi fou tretzè ex æquo i restà així eliminat del cicle pel campionat del món. A les darreries d'aquell any, la FIDE li concedí el títol de Gran Mestre.
Al Campionat de l'URSS de l'octubre de 1969, que era un torneig Zonal, Gipslis hi fou només desè i fou així eliminat del cicle pel campionat del món. L'any següent, el 1970, va substituir Tal, que havia estat operat l'any anterior, després del campionat de l'URSS disputat a Riga, i hi acabà cinquè ex æquo amb Kàrpov i Savon.
Entre els anys 1970 i 1980, Gipslis va guanyar els torneigs de Vrnjačka Banja 1975, Hradec Králové 1977-1978, 1979-1980, Calcuta 1979, Vichèi 1980 i també les edicions del Memorial Keres a Tallinn de 1976 i 1980. El 1987, fou primer al torneig de Jurmala, ex æquo amb Tal, Razuvaev i Psakhis. El 1977, fou segon, rere Bronstein al torneig internacional de Budapest i tercer al torneig de Tallinn (el guanyador fou Tal). El 1981, acabà segon, rere Tal al Memorial Keres, ex æquo amb Bronstein.

## Variant Gipslis
En el seu honor s'anomena «variant Gipslis» una variant de la defensa siciliana que es produeix després dels moviments: 1.e4 c5 2.Cf3 e6 3.d4 cxd4 4.Cxd4 a6 5.Ad3 Cf6 6.O-O d6 7.c4 g6.